# 未来 (Wi-Fi)

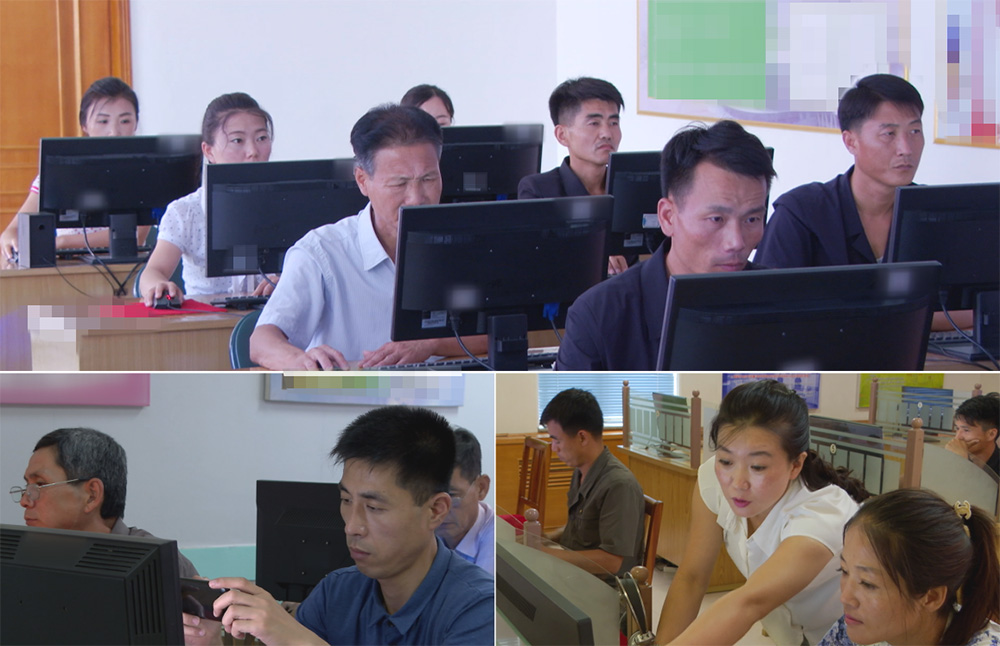
使用電腦的北韓民眾

未来（朝鲜语：／ Mirae）是朝鲜民主主义人民共和国推出的Wi-Fi服务，用户需要一台专门的移动设备并插入“未来”专用SIM卡，以及安装应用程序才能使用，且仅能访问朝鲜当局批准的网站（内联网）。
2018年，朝鲜宣布民众可以通过“未来公共无线数据通信网络”应用程序访问内联网。该网络首先在平壤的未来科学家大街安装。该网络在平壤的各个地方均可使用，包括金日成综合大学、金策工业大学、龙光街、黎明街、解放山街和科学技术园区。
该Wi-Fi服务使用SIM技术，可确保当局始终严格控制网络，亦可更容易跟踪个人的网络活动。除了“未来”之外，该国另有两个蜂窝网络提供无线数据服务。

## 历史
2018年8月，《朝鲜新报》报道称，朝鲜中央科学技术信息局下属的忠清海洋银河技术交流公司开发了一个名为“未来”的本地公共免费无线数据网络。该公司一名技术人员告诉该报，该公司早在2016年就已开发该网络，并于2017年9月启动WiFi网络。
朝鮮中央電視台首次披露该WiFi服务是在2018年10月21日，内容与一款名为“大洋8321”（대양8321）的平板电脑有关，这是朝鲜媒体首次提及Wi-Fi服务。第二次披露则是在2018年11月8日关于“IT成功展览会”的报道。报道称，在展览会上现场展示了「阿里郎171」智能手机連接「未來」网络的画面。
朝鲜官方声称，该网络的数据速度高达70 Mbps。然而，该服务的一个应用程序声称速度在2 Mbps到33 Mbps之间。报道还展示了如何通过室外Wi-Fi基站提供服务。
2020年10月26日，俄罗斯驻朝鲜大使馆的Facebook专页分享了《平壤新闻》的一篇文章的扫描件。文中提到了朝鲜新型平板电脑“我的国家101”有两个SIM卡插槽，可以同时连接到移动网络和“未来”无线网络。
2023年，据报道，每五个朝鲜人中就有一人（即20%的人口）使用Wi-Fi网络，其数字增长则要归功于朝鲜提供的便携式Wi-Fi设备和Wi-Fi调制解调器。

## 使用和影响
“未来”Wi-Fi服务以移动应用程序的形式提供，用户可浏览《劳动新闻》的内容。从2018年开始，朝鲜学生可以通过该网络在金日成综合大学上课并下载讲座。该应用程序还提供在线购物商店、视频点播服务、朝鲜中央通讯社新闻以及天气信息等服务。
连接到“未来”的“大洋”平板电脑可用于在平板电脑上听课、下载学习材料和参加考试。朝鲜门户网站我的國家表示，该网络已引入首都的工厂，并声称“让学生可以在工厂的任何地方学习”并“将所有工厂变成教室”。
2010年代后期，随着网络的普及，网络游戏的数量也随之增加。

## 限制
用户需要拥有用户名、SIM卡、密码和经批准的设备才能访问网络。用户无法在设备上更改网络设置，亦无法搜索其他网络。因此，在朝鲜经批准的平板电脑仅可连接“未来”网络，无法连接其他网络。